# Fulgoridicida minuta
Fulgoridicida minuta är en stekelart som beskrevs av Girault 1915. Fulgoridicida minuta ingår i släktet Fulgoridicida och familjen sköldlussteklar. Inga underarter finns listade i Catalogue of Life.